# Urriðafoss
Urriðafoss er et vandfald i floden Þjórsá i det sydvestlige Island og er det mest vandrige vandfald i Island. Vandfaldets er 6 meter højt. Opstrøms i Þjórsá er der flere vandfald, der næsten alle er højere, men Urriðafoss er det største med en vandmængde på 360 m³/s. Om vinteren kan der være et 20 meter tykt lag is ved vandfaldet, den såkaldte Urriðafosshrnn.
Vandfaldet er beliggende omkring 16 kilometer øst for byen Selfoss, og et par hundrede meter nord (opstrøms) for vandfaldet føres vejen Hringvegur over floden. På trods af vandfaldets størrelse er det ret ukendt og nævnes sjældent.

## Planer om udnyttelse til vandkraft
Fossafélagið Títan firmaet, der blev stiftet i 1927, fik tilladelse til at bygge et kraftværk i Urriðafoss i forbindelse med en jernbane til Reykjavík fra vandfaldet.
Dette skete ikke, men nu har Landsvirkjun planer om at bygge vandkraftværker i den nederste del af Þjórsár floden, ved Urriðafoss og Núpur.
Det planlagte Urriðafoss Kraftværk forventes at få en kapacitet på ca 125 MW og en el-produktionskapacitet på 930 GWh per år. Kraftværket vil blive placeret under jorden, og en tunnel fra kraftværket, vil munde ud i floden Þjórsá nedenfor Urriðafoss vandfald. Vandfaldet forventes at forsvinde, hvis kraftværket bliver bygget. Lokale beboere i området protesterer mod byggeriet, i et forsøg på at redde Urriðafoss.